# Ипостаса
Ипоста́са (от др.-греч. ὑπόστᾰσις, сгущение, уплотнение, возникновение) — ритмическое явление в стихе, при котором стопа изменяет своё качество, но сохраняет количество.

## Ипостаса вметрическом стихосложении
В античном метрическом стихосложении явление ипостасы значит, что стопа изменяет длину по слогам, но сохраняет длину по морам, то есть время её произнесения не изменяется и стих, таким образом, сохраняется. При этом икт, главное ритмическое ударение стиха, перемещается по слогам трансформируемой стопы таким образом, чтобы сохранять свою временну́ю позицию.
Явление ипостасы чаще всего происходит в дактилическом каталектическом гекзаметре и в ямбическом триметре. В гекзаметре дактиль (три слога, четыре моры, —UU) может замещаться спондеем (два слога, четыре моры, ——); такая замена называется стяжением (лат. contractio). Напр. Ō ēt dē Latiō, ō ēt dē gēnte Sabīna (Ovid. Metam. XIV 832), —́—|—́UU|—́—|—́—|—́UU|—́U, спондеи вместо дактилей в 1, 3 и 4 стопах. В ямбическом триметре ямб (два слога, три моры, U—) может замещаться трибрахом (три слога, три моры, UUU); такая замена называется распущением (лат. solutio). Напр. Libēt iacēre modo sub āntiqua īlicē (Hor. Ep. II 23), U—́¦U—|UUÚ¦U—|U—́¦U—, трибрах вместо ямба в третьей стопе. В случае распущения нередко наблюдается случай систолы, когда при трансформации стопы долгий слог сжимается, уступая место дополнительному краткому; в этом случае икт остается на сжатом долгом слоге (как в последнем случае, в слове modō). Другие примеры стоп в ипостасе: трохей (—U) в трибрах (UUU), анапест (UU—) в псевдо-дактиль (—ÚU или —UÚ) и т. п.

## Ипостаса всиллабо-тоническом стихосложении
Понятие ипостасы было перенесено В. Я. Брюсовым в теорию силлабо-тонического стиха, где при помощи ипостасы пытались объяснить характерное явление пропуска ударений на теоретически ударных, и появления ударений на теоретически безударных слогах. Считалось, что в таком случае одна стопа ипостазируется другой, равносложной но разноударной. Напр. номинальный четырехстопный ямб UÚ|UÚ|UÚ|UÚ в стихе «Был крокодил князь, волхв, жрец, вождь» (Г. Р. Державин) приобретает вид ÚU|UÚ|ÚÚ|ÚÚ; то есть ямб первой стопы ипостазируется трохеем, третьей и четвертой — спондеем; в стр. «Адмиралтейская игла» (UU|UÚ|UU|UÚ) ямб первой и третьей — пиррихием, и т. п.
Метрическая ипостаса не меняла характера и значения стопы как структурной единицы стиха; сохранялись длительность стопы и положение икта, варьировались только элементы стопы. В применении к стиху силлабо-тоническому концепция ипостасы приводила к коренному противоречию: силлабо-тоническая ипостаса постулирует, что фиксированный ритм, фундаментальное свойство стиха, может создаваться стопами произвольного состава. В метрическом стихе икт (ритмическое ударение стиха), и сильная доля стопы (обязательное место долгого слога) — не одно и то же; в силлабо-тоническом икт и сильная доля стопы, наоборот, одно и то же (то есть стоповое ударение, объединяющее и вычленяющее стопу, одновременно является ритмическим ударением, формирующим ритмическую схему для создания фиксированного стиха). Таким образом, квантитативная и силлабо-тоническая ипостаса в таком понимании не аналогичны. В связи с этим понятие ипостасы в силлабо-тоническом стихосложении вышло из употребления.